# Juan Alberto Ramírez
Juan Alberto Ramírez Pérez (Puerto de Veracruz, Veracruz, 6 de noviembre de 1992) es un futbolista mexicano. Juega como medio y su club actual es el Club Zacatepec.

## Clubes
| Club                        | País   | Año         |
| --------------------------- | ------ | ----------- |
| Tiburones Rojos de Veracruz | México | 2011 - 2013 |
| Lobos de la BUAP            | México | 2013 - 2014 |
| Club Zacatepec              | México | 2014 -      |